# MC Basstard

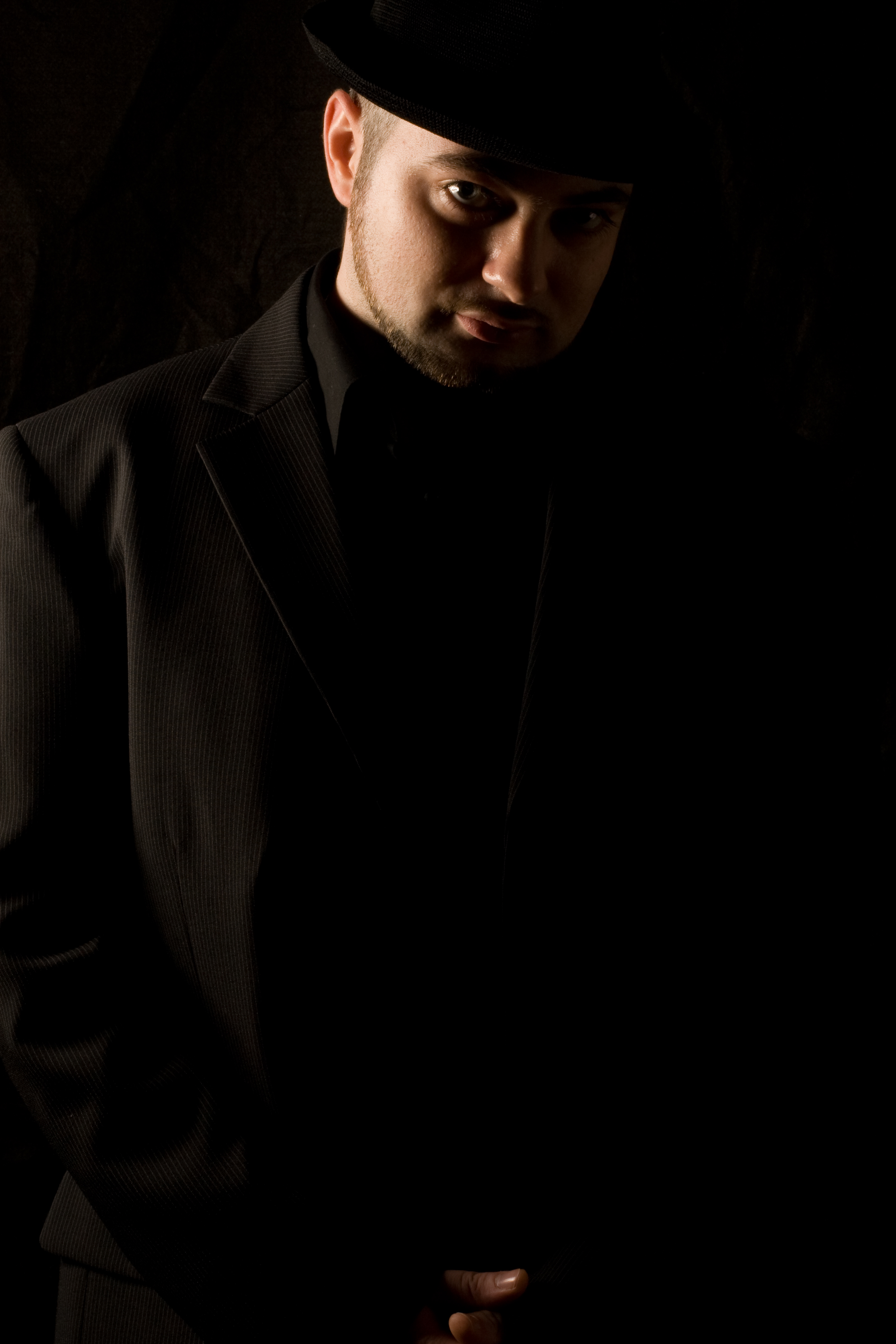
MC Basstard

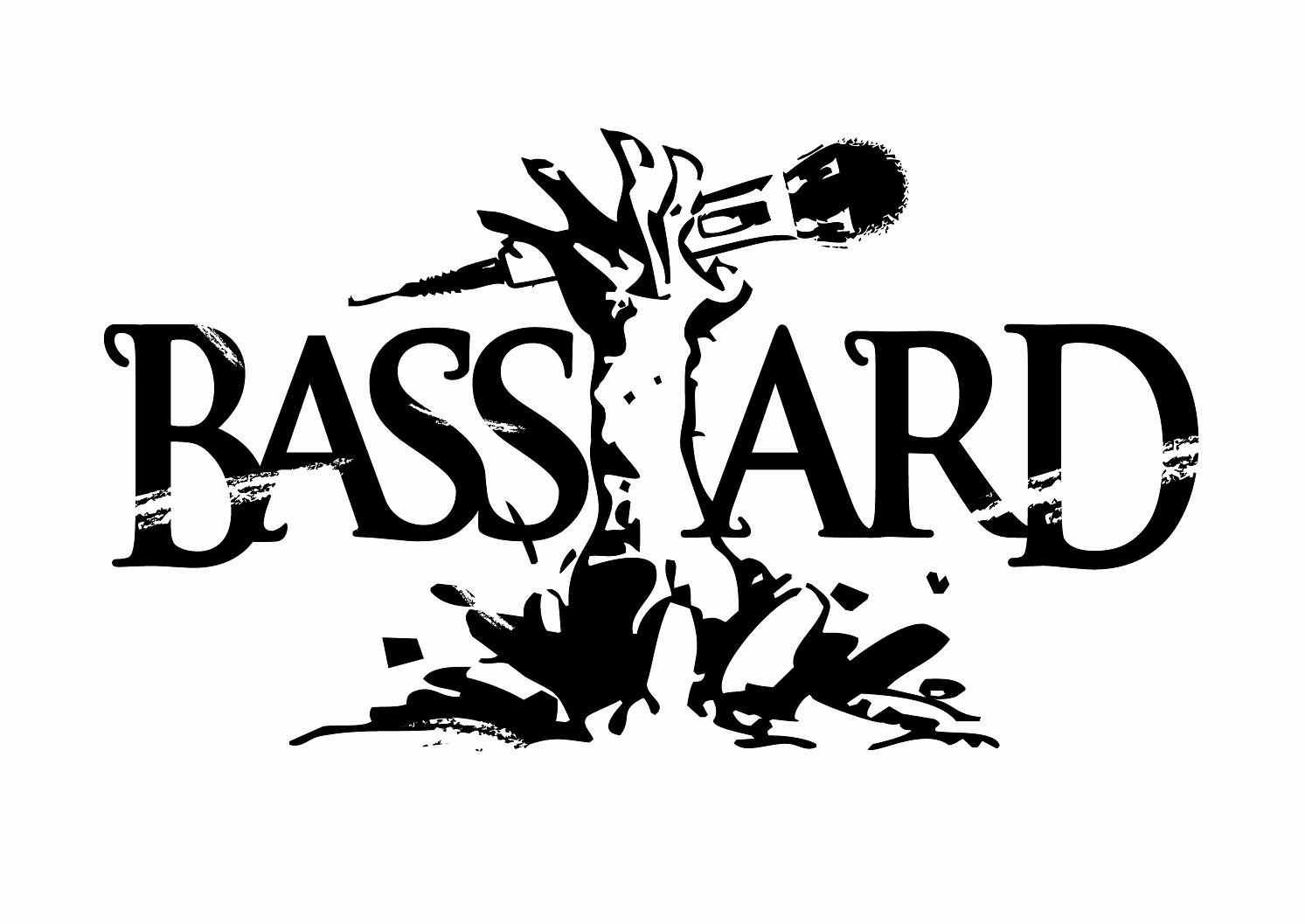
Logo des Rappers

Basstard, auch Battle Basstard, MC Basstard, MC Basstard One oder Der kleine Mann, (* 22. Mai 1982 in Teheran; bürgerlich Nima Najafi-Hashemi) ist ein deutscher Rapper und Berlin-Crime- und Bass-Crew-Mitglied. Durch seinen mystischen, oft an okkulten und Horrorthemen orientierten Stil gilt er als Mitbegründer der deutschen Horrorcore-Rapsparte. Er ist außerdem (Von 2017 bis 2019 und seit 2022 wieder) Teil der Horrorcore-Gruppe (Eigeninterpretation: „Schattenbass“) Zombiez, welche aus Zombie Red/GKO, Zombie Whytte/Tamas, Zombie Black/MXP, Zombie GR€Y/KVSV und MC Basstard als Purple Z besteht.

## Biografie
Als Flüchtling aus dem Iran zog Nima Najafi-Hashemi nach Berlin. Er kam mit der Hip-Hop-Szene über den Besuch der sonntäglichen Freestylesessions im Royal-Bunker-Café und über die mittwöchlichen Sessions in der ufaFabrik in Berührung und hatte Kontakt zu der Gang Berlin Crime. Die ersten eigenen Tracks wurden von dem Rapper Frauenarzt gefördert, so auch das erste Tape Rap Dämon 2000 auf Bassboxxx. Die nächsten Jahre rappte Basstard weiter für Bassboxxx, brachte 2001 und 2003 Alben heraus, war auf diversen Berliner Alben, Tapes und Projekten vertreten und war mit der Bass Crew auf Tour. 2004 gründete MC Basstard ein Label namens Horrorkore Entertainment.
Mit Taktlo$$ veröffentlichte er 2005 das Album Dogma (Gegen die Zeit) und tourte zusammen mit King Orgasmus One, Godsilla, Taktloss, DJ Manny Marc und Massiv durch Deutschland.
2015 erreichte sein Album Meister der Zeremonie Platz 24 der deutschen Albumcharts.
Von 2017 bis 2019 war er zusammen mit Tamas, G-Ko, MaXXi.P und KSV Mitglied der Rapgruppe Zombiez, deren Debütalbum Gott ist tot am 1. Juni 2018 erschien und Platz 35 der deutschen Charts erreichte.

## Stil und Indizierung
Das Album Obscuritas Eterna aus dem Jahre 2002 landete auf dem Index der Bundesprüfstelle für jugendgefährdende Medien. Zusätzliche Probleme gab es mit dem ersten Tape Rap Dämon. In der Originalpressung enthalten war ein Hidden Track (im Inlay nicht erwähnt), wahlweise Bullenbonus oder Bullenmörder tituliert. In einem 5-Minuten-Track, der vermutlich vom Rapper Frauenarzt produziert wurde, rappen MC Basstard und King Orgasmus über den Hass auf die Polizei in Form von möglichst vielen, detailreich dargestellten, grausamen Mordbeschreibungen.
Dieses Lied nahm dann die Berliner Polizei während der Vorbereitung zur geplanten Wiederveröffentlichung des Tapes zum Anlass für die Durchsuchung vom Labelbüro sowie der Wohnung eines Mitarbeiters.
MC Basstard betont in einem Interview mit der Juice, dass dieser Track eine Reaktion auf seine Festnahme an seinem 18. Geburtstag war.

## Diskografie
Studioalben

| Jahr | Titel Musiklabel Katalog-Nr.                              | Höchstplatzierung, Gesamtwochen, AuszeichnungChartplatzierungen (Jahr, Titel, Musiklabel Katalog-Nr., Platzierungen, Wochen, Auszeichnungen, Anmerkungen, Cover) | Höchstplatzierung, Gesamtwochen, AuszeichnungChartplatzierungen (Jahr, Titel, Musiklabel Katalog-Nr., Platzierungen, Wochen, Auszeichnungen, Anmerkungen, Cover) | Höchstplatzierung, Gesamtwochen, AuszeichnungChartplatzierungen (Jahr, Titel, Musiklabel Katalog-Nr., Platzierungen, Wochen, Auszeichnungen, Anmerkungen, Cover) | Anmerkungen                                                                                         | Cover |
| Jahr | Titel Musiklabel Katalog-Nr.                              | DE | AT | CH | Anmerkungen                                                                                         | Cover |
| ---- | --------------------------------------------------------- | --- | --- | --- | --------------------------------------------------------------------------------------------------- | ----- |
| 2000 | Rap Dämon Bassboxxx BBX006                                | — | — | — | Erstveröffentlichung: 2000 Tape                                                                     |       |
| 2002 | Obscuritas Eterna Bassboxxx BBX011                        | — | — | — | Erstveröffentlichung: 2002 seit dem 30. September 2005 indiziert                                    |       |
| 2003 | Fegefeuer – Das Projekt Bassboxxx BBX017                  | — | — | — | Erstveröffentlichung: 2003                                                                          |       |
| 2004 | Rap Dämon (Re-Release) Horrorkore Entertainment HKE001    | — | — | — | Erstveröffentlichung: 2004 Wiederveröffentlichung von Rap Dämon erste Auflage auf 500 CDs limitiert |       |
| 2008 | Zwiespalt (Grau) Horrorkore Entertainment HKE009          | — | — | — | Erstveröffentlichung: 27. Juni 2008 erster Teil der Zwiespalt-Trilogie                              |       |
| 2009 | Zwiespalt (Schwarz) Horrorkore Entertainment HKE012       | — | — | — | Erstveröffentlichung: 12. Juni 2009 Doppelalbum zweiter Teil der Zwiespalt-Trilogie                 |       |
| 2011 | Zwiespalt (Weiss) Horrorkore Entertainment HKE015         | — | — | — | Erstveröffentlichung: 24. Juni 2011 dritter Teil der Zwiespalt-Trilogie                             |       |
| 2015 | Meister der Zeremonie Horrorkore Entertainment und Distri | DE24 (1 Wo.)DE | — | — | Erstveröffentlichung: 26. Juni 2015                                                                 |       |
| 2025 | Nima Horrorkore Entertainment und Distri                  | DE36 (1 Wo.)DE | — | — | Erstveröffentlichung: 23. Mai 2025 als Basstard                                                     |       |